# Galeazzo I Pallavicino

Stemma dei Pallavicino.

(Pietro Ceretti)
Galeazzo I Pallavicino (Busseto, circa 1452 – 30 gennaio 1520) è stato un condottiero italiano e marchese di Busseto.

## Biografia
Era figlio primogenito di Pallavicino Pallavicini, marchese di Busseto e di Caterina Fieschi di Genova.
Nel 1478 venne creato cavaliere e nel 1483 eletto consigliere ducale di Galeazzo Maria Sforza. Nel 1495 partecipò alla battaglia di Fornovo contro Carlo VIII di Francia. Parteggiò per il re di Francia Luigi XII nella battaglia di Agnadello del 1509 e quando nel 1512 si ritirarono dalla Lombardia, Galeazzo si ritirò nelle sue terre. Nel 1513 papa Leone X gli affidò una condotta di cavalli e il duca di Milano Massimiliano Sforza riconobbe a Galeazzo e ai suoi fratelli gli antichi possedimenti dei Pallavicino. Ma Galeazzo continuò a parteggiare per i francesi e fu al fianco di Bartolomeo d'Alviano, condottiero della Serenissima, alla conquista di Cremona. Nel 1516 Massimiliano Sforza fu esiliato.
Galeazzo morì nel gennaio 1520.

## Discendenza
Galeazzo sposò in prime nozze nel 1484 Elisabetta Sforza, figlia naturale di Tristano Sforza, dalla quale ebbe due figlie:
- Beatrice (testò il 6 marzo 1543), sposò in prime nozze Uberto Pallavicino di Cortemaggiore (?-1524); in seconde nozze il marchese Claudio Landi[4]
- Laura, sposò nel dicembre 1507[5] Gianfrancesco Gonzaga (1488-1524), signore di Luzzara

Nel marzo 1509 sposò in seconde nozze Eleonora Pico (1478-1529), figlia di Galeotto I Pico della Mirandola e vedova di Paolo Bolognini Attendolo, dalla quale presto si separò, perché indispettito dalla sua eccessiva religiosità.
Ebbe anche un figlio naturale, Adalberto (1498-1570). Galeazzo ne dispose la legittimazione nel proprio testamento del 17 ottobre 1518, riconoscendogli così l'ulteriore diritto di succedere agli eredi legittimi, i fratelli Cristoforo e Ottaviano e il nipote Pallavicino, qualora le linee di costoro si fossero estinte.